# Asaccus caudivolvulus
Espèce
Statut de conservation UICN

 LC  : Préoccupation mineure
Asaccus caudivolvulus est une espèce de geckos de la famille des Phyllodactylidae.

## Répartition
Cette espèce se rencontre à Oman dans les Émirats arabes unis.

## Description
Cet animal est très fin et longiligne. La queue, très fine, est aussi longue que le corps. Les pattes, fines également, se terminent par des doigts fins évasés à leur extrémité.

Les couleurs sont l'ocre et le beige, avec tous les dégradés. Ces couleurs forment des bandes transversales. Sur la queue la couleur devient blanche, avec quelques bandes noirs. On note une teinte vert-bleu sur la tête et le bas du corps.

## Publication originale
- Arnold & Gardner, 1994 : A review of the middle eastern leaf-toed geckoes (Gekkonidae: Asaccus) with descriptions of two new species from Oman. Fauna of Saudi Arabia, vol. 14, p. 424-441.